# Шейно (Пензенская область)
Шейно — село в Пачелмском районе Пензенской области России. Административный центр Шейнского сельсовета.

## География
Село находится в западной части Пензенской области, в пределах Приволжской возвышенности, в лесостепной зоне, на правом берегу реки Вышь, на расстоянии примерно 5 км (по прямой) к западу-северо-западу от Пачелмы, административного центра района. Абсолютная высота — 199 м над уровнем моря.

### Климат
Климат характеризуется как умеренно континентальный, с холодной продолжительной зимой и тёплым летом. Среднегодовая температура воздуха — 3,6 — 3,8 °C. Средняя температура воздуха самого тёплого месяца (июля) — 19 °C (абсолютный максимум — 39 °C); самого холодного (января) — −12 °C (абсолютный минимум — −49 °C). Вегетационный период длится 145 дней. Среднегодовое количество атмосферных осадков варьируется от 460 до 480 мм, из которых большая часть выпадает в тёплый период. Снежный покров устанавливается в конце ноября и держится в течение 150 дней.

### Часовой пояс
Село Шейно, как и вся Пензенская область, находится в часовой зоне МСК (московское время). Смещение применяемого времени относительно UTC составляет +3:00.

## Население
| 1864  | 1877  | 1897  | 1911  | 1926  | 1930  | 1939  |
| ----- | ----- | ----- | ----- | ----- | ----- | ----- |
| 2015  | ↘1981 | ↗2656 | ↘2627 | ↗2909 | ↗3125 | ↘2270 |
| 1959  | 1979  | 1989  | 1996  | 2002  | 2010  |       |
| ↗2379 | ↘1354 | ↘998  | ↘919  | ↘734  | ↘590  |       |

### Национальный состав
Согласно результатам переписи 2002 года, в национальной структуре населения русские составляли 99 % из 734 чел.

## Улицы
| - ул. Верхняя Садовая, - ул. Гагарина, - ул. Молодёжная, | - ул. Нижняя Садовая, - ул. Октябрьская, - ул. Шоссейная. |